# Patricia Rubio
Patricia Irene Rubio Escobar (Chillán, 1 de agosto de 1970) es una educadora de párvulos y política chilena, militante del Partido por la Democracia (PPD). Se desempeñó como diputada por el distrito N.° 19 de la Región de Ñuble, en reemplazo de Loreto Carvajal. Entre los años 2004 y 2008 ejerció como concejala de la comuna de Bulnes.

## Biografía
Hija de Valentín del Carmen Rubio Jerez y de Delfina del Carmen Escobar Anabalón. Es pareja de Ernesto Sánchez, exalcalde de la ciudad de Bulnes.
En 1995 se tituló como educadora de párvulos, en el Instituto Profesional Diego Portales. Realizó estudios de educación básica en la Universidad Academia de Humanismo Cristiano. Entre el 2013 y 2014, se desempeñó como encargada de "Proyecto y Coordinación SEP" del Departamento de Administración de Educación Municipal en la Ilustre Municipalidad de Bulnes.
En 2020 fue docente encargada de "Programas de Educación Emocional" en la Fundación Crecer en Equidad.
Se desempeñó en la Secretaría de la Mujer de la Región de Ñuble, hasta enero de 2021.

## Trayectoria política
Se desempeñó como concejala de la comuna de Bulnes entre 2004 y 2008. Fue la primera vicepresidenta del PPD en la Región de Ñuble y formó parte de la directiva nacional de la colectividad como vocal.
En enero de 2021 fue designada por su partido como diputada en reemplazo de Loreto Carvajal, quien a su vez ocupó el cupo que dejó el senador Felipe Harboe, que renunció a su cargo para asumir una candidatura para la convención constitucional. Asumió el cargo el 9 de marzo de 2021 y al día siguiente fue nombrada como presidenta de la Comisión de Familia. Formó parte del Comité parlamentario del PPD.

## Historial electoral

### Elecciones parlamentarias de 2021
- Elecciones parlamentarias de 2021 a Diputado por el distrito 19 (Bulnes, Cabrero, Cobquecura, Coelemu, Ñiquén, Portezuelo, Quillón, Quirihue, Ninhue, Ránquil, San Carlos, San Fabián, San Nicolás, Treguaco, Yumbel, Chillán, Chillán Viejo, Coihueco, El Carmen, Pemuco, Pinto, San Ignacio y Yungay).[8]